# مناظرات بور-اینشتین

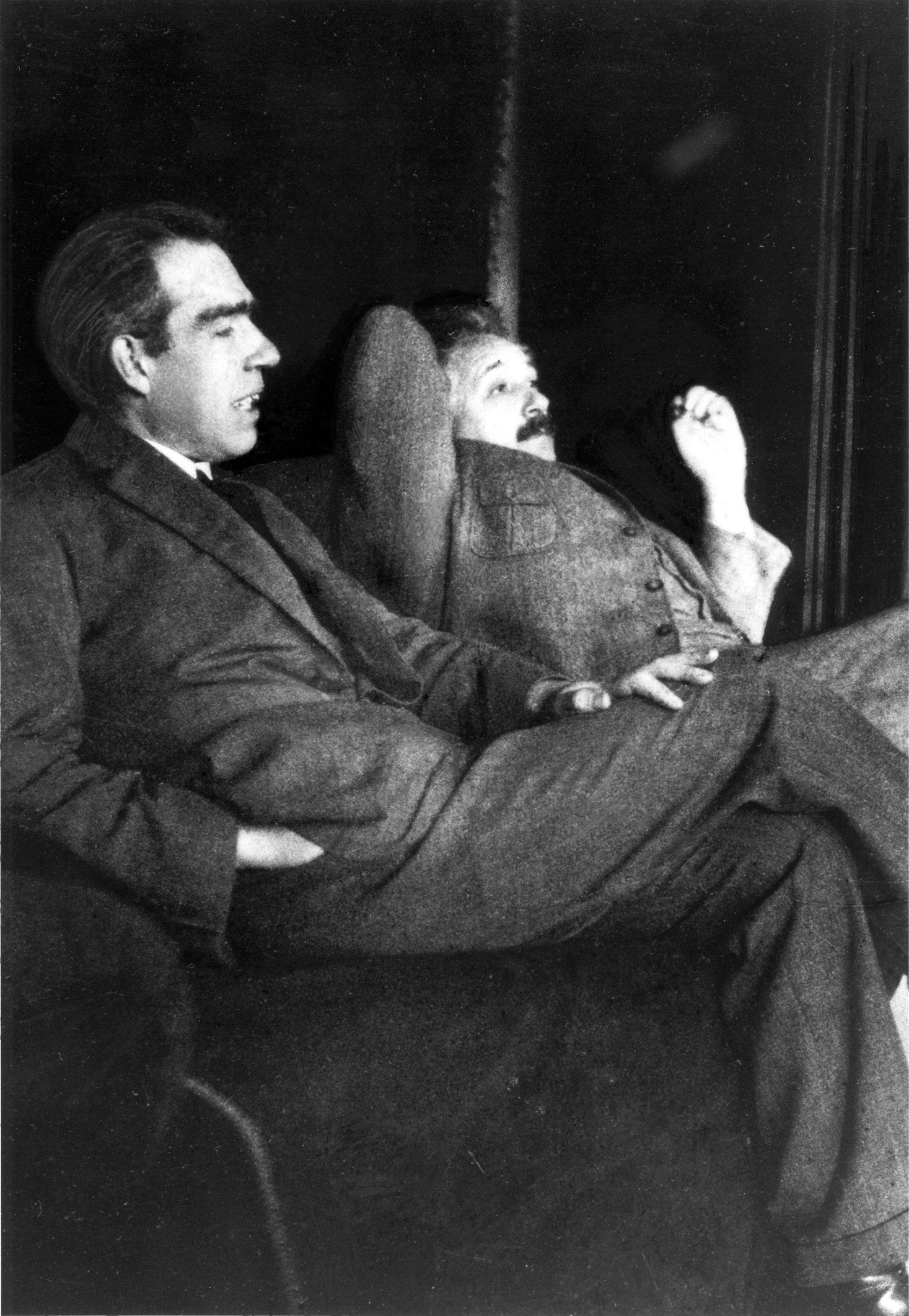
نیلز بور و آلبرت اینشتین در خانه پائول ارنفست در شهر لیدن، هلند (دسامبر ۱۹۲۵)

مناظرات بور-اینشتین مجموعه‌ای از نزاع‌های عمومی دربارهٔ مکانیک کوانتومی (حرکت‌شناسی ذرات بنیادی) بود که بین آلبرت اینشتین و نیلز بور درگرفت. این مناظره‌ها به دلیل اهمیت آنها در فلسفه علم ماندگار شدند. نیلز بوُر یک گزارش از این مناظره‌ها را تحت عنوان «بحث‌هایی با اینشتین پیرامون شناخت‌شناسی مسئله‌ها در فیزیک اتمی» منتشر کرد. علی‌رغم تفاوت دیدگاه بین اینشتین و بور - که شامل مکانیک کوانتمی هم می‌شد - احترام و تحسین متقابل این دو فیزیکدان نسبت به یکدیگر تا پایان عمرشان هرگز از بین نرفت.

## منشا اختلاف‌ها

### آزمایش دو‌‌شِکاف

فوتون ها یا ذرات ماده(مثل الکترون) زمانی یک الگوی موج تولید می کنند که دو شکاف استفاده می شود

یکی از اختلافات اصلی اینیشتین و بور پس از مشاهدات دانشمندان در تفسیر نتایج نخستین آزمایش دوشکاف پدید‌آمد. اینیشتین و بور تفاسیر متفاوتی از نتایج عجیب این آزمایش ارائه دادند. تفسیر بور و همکارانش (تفسیر کپنهاگی) نسبت به تفسیر اینیشتین در جایگاه رادیکال‌تری قرار داشت. اگرچه آزمایش‌های بعدی، همچون آزمایش بِل بر درستی ادعاهای بور و همکارانش صحه گذاشت.
آزمایش دوشکاف در مکانیک کوانتومی، آزمایشی است که نشان می‌دهد ماهیت ذره‌ای و موجی نور و دیگر ذرات کوانتومی از هم جدایی‌ناپذیرند. بر این باور که هر ذره از نور (فوتون) علاوه بر اینکه یک موج است، همزمان یک کوانتوم (واحد) حامل انرژی نیز هست و از هر دو خاصیت موجی-ذره‌ای به‌شکل همزمان بهره می‌برد. در این آزمایش یک باریکهٔ همدوس نور را به صفحه‌ای که دو شکاف باریک رویش دارد می‌تابانیم، و نور پس از گذشتن از صفحه روی پرده‌ای که در پشت است می‌افتد. ماهیت موجی نور باعث می‌شود که نورهایی که از دو شکاف می‌گذرند با هم تداخل کنند و یک الگوی تداخلی (نوارهای تاریک و روشن) بسازند؛ ولی اگر روی پرده نور را با آشکارساز بسنجیم، می‌بینیم که نور همیشه به شکل ذره (فوتون) جذب می‌شود.
اگر نور در مسیر خود از چشمه تا پرده تنها ویژگی ذره‌ای خود را نشان می‌داد، تعداد فوتون‌هایی که به هر نقطه از پرده می‌رسیدند، جمع تعداد فوتون‌هایی بود که از شکاف سمت چپ و از شکاف سمت راست آمده‌اند. به زبان دیگر، شدت نور در هر جای پرده حاصل‌جمع شدت وقتی است که شکاف سمت چپ را پوشانده باشیم و وقتی که شکاف سمت راست را پوشانده باشیم؛ ولی آزمایش نشان می‌دهد که اگر هر دو شکاف را باز بگذاریم، شدت نور در بعضی جاها بیشتر و در بعضی جاها کمتر از انتظار ما خواهد بود. این پدیده نمایانگر تداخل سازنده و ویرانگر امواج نور است، و با ماهیت جمع‌شدنی ذرات نور قابل توضیح نیست.
هر طور که آزمایش را تغییر دهیم که بخواهیم ببینیم که نور از کدام شکاف گذشته‌است، طرح تداخلی از بین می‌رود و نتیجهٔ ذره‌ای به دست می‌آید. این پدیده نشان‌دهندهٔ اصل مکملیت است، که می‌گوید نور می‌تواند هم ویژگی ذره‌ای و هم موجی از خود نشان دهد، ولی نمی‌توان همزمان ماهیت ذره‌ای و موجی را در یک پدیده دید. آزمایش دوشکاف را می‌توان (با ابزار آزمایش متفاوت) با ذرات مادی (مانند الکترون) هم انجام داد. با این ذرات هم نتیجهٔ آزمایش مانند پیش خواهد بود که نشان می‌دهد ذرات مادی هم دوگانگی موج-ذره از خود نشان می‌دهند.

#### حرکت شبح‌وار
اینشتین درهم‌تنیدگی کوانتومی را حرکت شبح‌وار (به انگلیسی: Spooky action) نامید. آزمایش‌های پیرامون پدیده درهم‌تنیدگی کوانتومی که توسط نیلز بور مورد حمایت بود، اثبات می‌کرد که برخی ذرات مثل ذرات فوتون‌ها و الکترونها می‌توانند یک بار با هم تقابل کنند و روی هم اثر متقابل بگذارند، ولی همچنان حتی پس از جدایی، کیفیت و ویژگی‌هایی مثل چرخش و اسپین و قطبیدگی و … مشترکی دارند، حتی اگر هزاران سال نوری از هم فاصله بگیرند. با تغییر یکی، دیگری نیز دچار تغییراتی می‌شود.

### مثال یک جفت دستکش
اینشتین تلاش کرد که تفسیری واقع‌گرایانه برای این مسئله فیزیک پیدا کند. او «مثال یک جفت دست‌کش» را پیشنهاد کرد. او بیان کرد که در واقع این دو ذره که به شدت برهم اثر می‌گذارند جفت‌های دائمی یکدیگر هستند و مانند یک جفت دست‌کش عمل می‌کنند. اگر این دو جفت دستکش را در دو جعبه متفاوت بگذاریم، تنها با دسترسی به یکی از آنها می‌توانیم به خواص دیگری پی ببریم. بدیهی است که یک جفت دستکش علی‌رغم تفاوت‌ها، مستقل از یکدیگرند؛ اگرچه ویژگی‌های مشترکی را باهم اشتراک می‌گذارند.

### تفسیر کپنهاکی
بور در سال ۱۹۲۰ موسسه‌ای به نام بنیاد بور در کپنهاگ بنیان نهاد. ورنر هایزنبرگ، اروین شرودینگر و ولفگانگ پاولی از جمله فیزیکدانانی بودند که در موسسه بور حضور یافته و با بور همکاری کردند. از آنجا که بور اهل شهر کپنهاک دانمارک بود، دیدگاه او و دیگر همکارانش پیرامون مکانیک کوانتومی به تفسیر کپنهاکی مشهور شد. اینشتین از نخستین و سرسخت‌ترین منتقدان تفسیر کپنهاکی بود. او با طراحی آزمایش‌های ذهنی و برهان‌های همچون «برهان یک جفت دستکش» تفسیر کپنهاکی را مورد هدف قرار داد. تفسیر کپنهاکی بور و همکارانش، باعث می‌شد که سرعت نور به عنوان نهایت سرعت ذره زیر سؤال برود. زیرا ذرات در حرکت شبح‌وار این سرعت را برای به اشتراک‌گذاری اطلاعات‌شان زیرپا می‌گذارند. اینشتین پیش از آن گفته بود که عبور از سرعت نور برای ذره ممکن نیست. در حالی که بور اعتقاد داشت که الکترون همزمان قابلیت این را دارد که در دو مکان مختلف حضور یابد (خاصیت موجی-ذره‌ای). اینشتین به شدت با این نوع دیدگاه‌ها مخالفت می‌کرد. روشن بود که دیدگاه بور با واقع‌گرایی اینشتین در تضاد بوده و منطق او مبتنی بر تصادف بود. وی در نامه‌ای مخالفت خود را با بور و همکارانش صراحتاً ابراز کرد. اینشتین در پاسخ به اظهارات بور در این نامه نوشت: «... خداوند تاس نمی‌اندازد». و «آیا واقعاً فکر می‌کنی وقتی که تو به ماه نگاه نمی‌کنی، ماه آن‌جا نیست؟» در پاسخ به این جمله مشهور اینشتین، بور پاسخ داد: «از تعیین تکلیف کردن برای خدا دست بردار!». لازم است ذکر شود که واژه خدا در این نامه‌ها استعاری است، و مفهوم مذهبی ندارد. از آنجا که بور یک بی‌خدا (آتئیست) و اینشتین یک بی‌دین ندانم‌گرا معتقد به همه‌خدایی بود.

## اثبات ادعای بور در آزمایش‌ها

### آزمایش بِل
مناظره‌های بور و اینشتین برای چندین دهه و بدون رسیدن به جوابی قطعی ادامه یافت؛ ولی تا سال ۱۹۶۴ / ۱۳۴۳ (بعد از مرگ هر دو نفر)، هیچ نشانه‌ای از صحت ادعای یکی از طرفین آشکار نشد. این جان استوآرت بل، یک پژوهشگر ۳۶ ساله آزمایشگاه اروپایی فیزیک ذرات، سرن بود که نظریه را از بن‌بست خارج کرد. ایده او این بود که بحث تقریباً فلسفی بور و اینشتین را تبدیل به معادلات ریاضی کند. در سال ۱۹۸۲ / ۱۳۶۱، پژوهشگران به متقاعدکننده‌ترین پاسخ در بحث واقعیت کوانتومی رسیدند. نتیجه آزمایش‌ آنها این بود که حق با بور بود زیرا «نابرابری بل» نقض شده بود.
در سال ۱۹۸۸ / ۱۳۶۷ گرگور وایز، آنتون زایلینگر و همکارانشان، از فیبر نوری برای اتصال آشکارسازها به منبع نوری استفاده کردند تا بتوانند در محوطه دانشگاهشان در اینزبروک اتریش، دو ذره درهم تنیده را - که «باب» و «آلیس» نام گرفتند - را ۴۰۰ متر از هم دور کنند. این امر به آنها تقریباً ۱٫۳ میلی‌ثانیه زمان می‌داد تا بعد از پرتاب فوتون از منبع نور و قبل از رسیدن فوتون به آشکارساز، تنظیمات آن را به‌طور تصادفی تغییر دهند. برای بسته‌تر کردن حفره مکان، ساعت‌های اتمی این اطمینان را فراهم می‌کردند که آلیس و باب، در یک فاصله زمانی ۵ نانوثانیه‌ای اندازه‌گیری خود را انجام می‌دهند (که به اندازه کافی سریع بود تا مانع از رسیدن یک پیام پنهانی شود) این آزمایش به وضوح نشان از نقض نابرابری بل داشت. مکانیک کوانتوم برنده شده بود.
آنتونی لجت برنده جایزه نوبل از دانشگاه ایلینوی در اوربانا، در این مورد می‌گوید: «این فاصله به نظر خیلی دور می‌رسد، ولی در سوی دیگر، اگر شما در سال ۱۹۸۵ به من می‌گفتید که در سال ۲۰۱۰ مردم چنین آزمایشی را از فاصله بیش از ۱۰۰ کیلومتری انجام می‌دهند، می‌گفتم که با من شوخی می‌کنید». پس اینشتین اشتباه می‌کرد؟ زایلینگر می‌گوید: «بله، او در مورد واقعیت اشتباه فکر می‌کرد، و من خیلی دوست داشتم نظر او را در مورد شرایط فعلی بدانم». ولی زایلینگر این را نیز می‌افزاید که با مجبور کردن ما به آزمودن پایه‌های مکانیک کوانتوم، نگرانی‌های اینشتین به ما نظریه‌ای داده که هرچقدر هم عجیب باشد؛ به نسبت تمام پیشینیانش ریشه محکم‌تری در واقعیت دارد. البته اين آزمایش فقط متغیر های پنهان لوکال را رد می‌کند‌. و نوع خاصی از دیدگاه انیشتن را رد کرده